# Kentucky Derby 1903
Kentucky Derby 1903 var den tjugonionde upplagan av Kentucky Derby. Löpet reds den 2 maj 1903 över 1 1⁄4 miles (2 012 m). Löpet vanns av Judge Himes som reds av Harold Booker och tränades av John P. Mayberry.
Förstapriset i löpet var 4 850 dollar. Sex hästar deltog i löpet.

## Resultat
| P | Häst        | Jockey            | Tränare              | Land | Tid     |
| - | ----------- | ----------------- | -------------------- | ---- | ------- |
| 1 | Judge Himes | Harold Booker     | John P. Mayberry     | USA  | 2:09.00 |
| 2 | Early       | Jimmy Winkfield   | Patrick Dunne        | USA  |         |
| 3 | Bourbon     | Richard Crowhurst | Thomas Clay McDowell | USA  |         |
| 4 | Bad News    | Willie Davis      | French Brooks        | USA  |         |
| 5 | Woodlake    | George Helgeson   | Thomas Clay McDowell | USA  |         |
| 6 | Treacy      | Frank Landry      | M. J. Powers         | USA  |         |

Segrande uppfödare: Johnson N. Camden Jr.; (KY)